# Раджанікант Бордолай
Раджанікант Бордолай (або Барадалай) (*ৰজনীকান্ত বৰদলৈ, 11 грудня 1867 —24 березня 1940) — індійський ассамський письменник-романіст, журналіст. Мав почесне звання «Упан'яш Самрат» (цар романів), також його часто називають ассамським Вальтером Скотом.

## Життєпис
Походив з родини середніх статків. Народився у м.Ґувахаті, де у 1885 році закінчив державну середню школу. Того ж року поступає до Калькутського університету. Під час проходження навчання познайомився із творами представників західної політичної та суспільної думки, англійською мовою та літературою. Водночас починає співпрацювати з ассамським журналом «Джонакі».
Після закінчення у 1890 році університету повератється до рідного міста, де отримує посаду клерка в канцелярії заступника кбританського комісара. У 1892 році переведно до північного Лакхімпуру як першого заступника збирача судових боргів. Під час перебування на цій посаді починає займатися літературною діяльністю, у 1894 році випустивши перший свій роман. У 1903 році його було підвищено до другого помічника комісара й спрямовано до міста Голаґхат (центральний Ассам). Після відставки купує чайну плантацію неподолі містечка Макум. Водночас продовжував займатися літературою. У 1920 році на конференції у нагаоні обирається президентом Ассам Сахітьї Сабхи (Ассамської літературної ради). Наприкінці життя повертається до рідного міста, де й помирає у 1940 році.

## Творчість
Дарування Раджаніканта проявилося головним чином у жанрі історичного роману. Втім, його ранній роман не пов'язаний з історичною темою — «Дівчина з племені міри» (1894 рік), що став першим звернення до життя «диких» аборигенних племен в індійській літературі.
На цей же період припадає два історичних романи: «Маноматі» (1900 рік) та «Дандуадрох» («Повстання», 1909 рік). У першому з них розповідається про період спустошливої навали бірманських військ, про любов Маноматі і Лакшмінотха, образи яких виписані рельєфно і переконливо. Темою «Повстання» став також історичний факт з історії Ассама, коли жителі Камарупа повстали проти ахомського намісника-тирана.
Іншими значущими романами є «Ронгілі» (1925 рік), «Радха Рукмінірран» (1925 рік), «Нірмал Бхакат» (1925 рік), «Тамрешварі Мандір» (1926 рік), «Рахдой Лігірі» (1930), «Хамбо Тхойбір Садхукатха» (1932 рік).
У доробку Бордолая також є розвібка, яка присвячена історії вішнуїстських сект в Ассамі.
Водночас займався журналістикою, ставши постійним дописвачем журналів «Бахні», «Уша», «Ассам Хітойші», «Авахан», видавав щомічник «Прадіпіка».